# Oud-Stein
Oud-Stein is een wijk in het dorp Stein in de Nederlandse provincie Limburg. In Oud-Stein liggen de Sint-Martinuskerk en enkele ruïnes en monumenten. Samen met Kerensheide, Stein-Centrum en Nieuwdorp vormt het de plaats Stein.